# Ambohimalaza (Androy)
Ambohimalaza is een plaats en commune in het zuiden van Madagaskar, behorend tot het district Ambovombe, dat gelegen is in de regio Androy. Tijdens een volkstelling in 2001 telde de plaats 7.999 inwoners.
De plaats biedt enkel lager onderwijs aan. 49% van de bevolking werkt er als landbouwer en 48% houdt zich bezig met veeteelt. De meest belangrijke landbouwproducten zijn zoete aardappelen en mais, overige belangrijke producten zijn maniok en cowpeas. Verder is 3% actief in de dienstensector.